# 45 лет
«45 лет» (англ. 45 Years) — британский фильм-драма режиссёра Эндрю Хэйга, вышедший на экраны в 2015 году. Сценарий ленты основан на рассказе английского писателя Дэвида Константайна «В другой стране» (In Another Country). В главных ролях — Шарлотта Рэмплинг и Том Кортни. Премьера фильма состоялась на Берлинском международном кинофестивале 2015 года.

## Сюжет
Кейт (Шарлотта Рэмплинг) и Джефф Мерсер (Том Кортни) — пожилая бездетная семейная пара. Они живут в английской провинции — в графстве Норфолк — и готовятся отметить 45-ю годовщину своей свадьбы. По этому поводу они планируют устроить торжественный приём: хотя дата не очень круглая, но за пять лет до этого им не удалось отметить 40-ю годовщину из-за того, что Джефф попал в больницу и перенёс операцию.
Неожиданно Джефф получает письмо с сообщением о том, что в Швейцарских Альпах найдено тело Кати — немки, с которой много лет назад его связывали романтические отношения, и которая трагически погибла в их совместном походе за пять лет до его свадьбы с Кейт, провалившись в ледниковую трещину. Нахлынувшие воспоминания, а также вопрос — «Что было бы, если бы Катя не погибла?» — заставляют Джеффа по-новому взглянуть на некоторые аспекты его отношений с Кейт, для которых эта ситуация оказывается серьёзным испытанием.

## В ролях
На премьере фильма в Берлине (6 февраля 2015)
| Актёр                | Роль                          |
| -------------------- | ----------------------------- |
| Шарлотта Рэмплинг    | Кейт Мерсер                   |
| Том Кортни           | Джефф Мерсер                  |
| Джеральдин Джеймс    | Лена                          |
| Долли Уэллс[en]      | Сэлли                         |
| Дэвид Сибли[en]      | Джордж                        |
| Сэм Александр        | почтальон Крис                |
| Ричард Каннингем[en] | мистер Уоткинс                |
| Руфус Райт           | Джейк                         |
| Ханна Чалмерс        | работница туристического бюро |
| Камилла Юкен         | официантка                    |

## Премьера и прокат
Мировая премьера фильма «45 лет» состоялась на 65-м Берлинском международном кинофестивале 6 февраля 2015 года.
Премьера фильма в Великобритании состоялась 28 августа 2015 года.
Премьера фильма в России состоялась 29 октября 2015 года в рамках фестиваля «Новое британское кино».

## Критика
В целом оценки критиков оказались положительными. На сайте Rotten Tomatoes 97 % критиков из 155 дали киноленте положительную оценку. На Metacritic фильм имеет рейтинг 94 % на основании 36 рецензий.
По словам британского кинокритика Питера Брэдшоу, этот фильм — «портрет взаимоотношений, в которых двое преданных, но при этом парадоксально независимых и уверенных в себе людей почему-то недостаточно знают друг друга — и, возможно, даже себя самих».

## Награды и номинации
- 2015 — две премии 65-го Берлинского международного кинофестиваля: «Серебряный медведь» за лучшую женскую роль (Шарлотта Рэмплинг) и «Серебряный медведь» за лучшую мужскую роль (Том Кортни)[9].
- 2015 — две премии Эдинбургского кинофестиваля: за лучший британский фильм (Эндрю Хэйг) и лучшей актрисе британского фильма (Шарлотта Рэмплинг)[10].
- 2015 — премия Международного кинофестиваля в Вальядолиде за лучшую женскую роль (Шарлотта Рэмплинг)[11].
- 2015 — премия Европейской киноакадемии лучшей европейской актрисе (Шарлотта Рэмплинг), а также две номинации: лучший европейский актёр (Том Кортни), лучший европейский сценарий (Эндрю Хэйг).
- 2015 — 5 номинаций на Премию британского независимого кино: лучший британский независимый фильм, лучший режиссёр (Эндрю Хэйг), лучший сценарий (Эндрю Хэйг), лучший актёр (Том Кортни), лучшая актриса (Шарлотта Рэмплинг).
- 2015 — участие в конкурсной программе Чикагского кинофестиваля.
- 2015 — попадание в десятку лучших независимых фильмов года по версии Национального совета кинокритиков США.
- 2015 — номинация на премию «Спутник» за лучшую женскую роль (Шарлотта Рэмплинг).
- 2016 — номинация на премию «Оскар» за лучшую женскую роль (Шарлотта Рэмплинг)[12].
- 2016 — номинация на премию BAFTA за лучший британский фильм (Эндрю Хэйг, Тристан Голайер).
- 2016 — три премии Лондонского кружка кинокритиков: лучший британский или ирландский фильм года, лучший актёр (Том Кортни), лучшая актриса (Шарлотта Рэмплинг). Кроме того, лента получила три номинации: лучший фильм года, лучший режиссёр (Эндрю Хэйг), лучшая британская или ирландская актриса (Шарлотта Рэмплинг).